# Effectifs du Championnat d'Europe féminin de basket-ball 2009
Cet article est un complément de Championnat d'Europe de basket-ball féminin 2009.